# ジャスト・レット・ミー・クライ
「ジャスト・レット・ミー・クライ」（Just Let Me Cry）は、レスリー・ゴーアと ミーナ・マッツィーニ が1963年にリリースしたヒット曲である。旧邦題は「泣かせておいて」など。
オリジナル版は作詞：ベン・ラーリー（Ben Raleigh）、作曲：マーカス・H・バーカン（Marcus H.Barkan）。

## 概説
レスリー版はアルバム『I'll Cry If I Want To』に収録している。日本においてはどちらかと言えば、ミーナ版のが有名である｡
ミーナ自身も英語版も出している。別題「涙の手ほどき」で出していたこともあった｡　翌64年3月発売のポリドール盤で｢泣かせておいて｣で再リリースされた。ただし、イタリア語版だと「あなたのために泣きぬれて」 (Dejadme Llorar) の邦題が付く｡　他、ミーナの自身のフランス語バージョンは「Pleurer pour toi」（1964年）を出している。

## その他カバー
- 森山加代子（1963年） ※森山版は邦題「一人で泣かせて」。
- Mary Ann（メアリー・アン）
- ALINA（1964年）「Non Piangerò」　※イタリア語別歌詞版
- Gil Vetri（1964年）「Non Piangerò」※イタリア語別歌詞版